# Peter M. Jones
Peter M. Jones (* 1949) ist ein britischer Historiker und emeritierter Hochschullehrer. Sein Forschungsschwerpunkt liegt auf französischer Geschichte.

## Leben
Jones studierte von 1967 bis 1970 an der University of Leeds und erhielt dort einen Bachelor of Arts. Anschließend setzte er sein Studium am Balliol College der University of Oxford fort und promovierte dort bei Richard Cobb mit der Dissertation The Revolutionary Committees of the Department of the Aveyron zum D.Phil. Im Zuge seines Studiums nahm er von 1971 bis 1972 ein Stipendium der französischen Regierung wahr und forschte an der Université Toulouse II - Le Mirail.
Seine spätere akademische Karriere verbrachte Jones an der University of Birmingham. Dort lehrte er seit 1995 als Professor für französische Geschichte.
Jones war 1999 Gastprofessor an der École des Hautes Études en Sciences Sociales in Marseille, sowie 2011 an der Ecole des Hautes Etudes en Sciences Sociales in Paris.
Des Weiteren ist er Mitglied im Editorial Board der Fachzeitschrift French History, sowie im Editorial Board der Fachzeitschrift Annales du Midi. Sein Buch Industrial Enlightenment: Science, Technology and Culture in Birmingham and the West Midlands wurde 2009 mit dem Wadsworth Prize für Unternehmensgeschichte ausgezeichnet.

## Veröffentlichungen (Auswahl)
- Politics and Rural Society: the Southern Massif Central, c. 1750-1880 (1985, Cambridge University Press, Cambridge)
- The Peasantry in the French Revolution (1988, Cambridge University Press, Cambridge)
- Reform and Revolution in France: the Politics of Transition (1995, Cambridge University Press, Cambridge)
- The French Revolution in Social and Political Perspective (1996, Edward Arnold, London)
- Liberty and Locality in Revolutionary France, 1760-1820: Six Villages Compared, 1760-1820 (2003, Cambridge University Press, Cambridge)
- The French Revolution, 1787-1804 (2003, Longman, London)
- Industrial Enlightenment: Science, Technology and Culture in Birmingham and the West Midlands, 1760-1820 (2009, Manchester University Press, Manchester)
- Agricultural Enlightenment: Knowledge, Technology, and Nature, 1750-1840 (2016, Oxford University Press, Oxford)